# Memoir ’44
Memoir '44 (we Francji wydana jako Mémoire 44) – strategiczna gra planszowa osadzona w realiach II wojny światowej, zaprojektowana przez Richarda Borga i wydana w 2004 roku przez amerykańskie przedsiębiorstwo Days of Wonder. W 2011 roku opublikowana została jej komputerowa wersja pod nazwą Memoir '44 Online.
Rozgrywka ma miejsce na planszy podzielonej na sześciokąty, na której położone są żetony symbolizujące teren i jednostki podzielone na trzy rodzaje. Zadaniem graczy jest likwidacja jednostek przeciwnika bądź zdobycie ważnych celów strategicznych w celu zdobycia tzw. punktów zwycięstwa. Rozgrywka kończy się po zdobyciu określonej liczby punktów przez jedną ze stron. Wraz z grą dołączono 17 scenariuszy do rozegrania, opartych na bitwach na froncie zachodnim z lat 1944–1945.
Memoir '44 otrzymała pozytywne recenzje krytyków. Zdobyła kilka nagród, w tym International Games Award dla najlepszej gry strategicznej. Opublikowano kilkanaście dodatków do niej, zawierających nowe armie, heksy, scenariusze i zasady gry.

## Rozgrywka

### Zawartość i przygotowanie
Rozgrywka ma miejsce na dwustronnej planszy wykonanej z tektury. Jest ona podzielona na sześciokątne pola – heksy, po których poruszają się jednostki i dzieli się na trzy sekcje – centralną i dwie boczne. Plansza jest dwustronna – na jednej stronie przedstawia prowincję, wykorzystywaną do bitew śródlądowych, a na drugiej – plażę, na której odbywają się scenariusze związane z atakiem z morza. Na planszy według potrzeb scenariusza mogą być położone sześciokątne żetony symbolizujące teren, plastikowe figurki przedstawiające jednostki i przeszkody terenowe oraz medale oznaczające cele do zdobycia. Do gry wykorzystywana jest talia kart dzielących się na dwa rodzaje: karty podsumowania terenu służące do szybkiego wyjaśnienia zasad gry oraz karty dowodzenia przeznaczone do wydawania rozkazów przez graczy.
Gracze rozpoczynają grę poprzez wybór scenariusza. Następnie ustawiają na planszy żetony, medale, przeszkody terenowe i jednostki. Przy niektórych jednostkach w kilku scenariuszach kładzie się żetony symbolizujące specjalne jednostki. Obok planszy gracze ustawiają karty podsumowania terenu oraz podstawki na posiadane karty dowodzenia. Później rozdają sobie przewidzianą w scenariuszu liczbę kart do rozgrywki. Potem następuje rozpoczęcie gry.

### Zasady gry
Na początku tury gracz wybiera jedną z posiadanych kart dowodzenia. Karty te zawierają rozkazy przeznaczone dla określonej liczby jednostek położonych na danej sekcji (lub sekcjach) bądź komendy taktyczne umożliwiające specjalne zasady (na przykład wezwanie ataku lotniczego lub ruch kilkoma jednostkami określonego rodzaju). Następnie gracz wybiera jednostki, którym chce wydać rozkazy. Ma możliwość poruszenia nimi o określoną dla nich liczbę pól, a następnie – o ile to możliwe – zaatakowania wrogiej jednostki. Na zakończenie ruchu gracz dobiera kartę z talii.
Gracz kieruje najwyżej trzema typami jednostek: piechotą, jednostkami opancerzonymi i artylerią. Artyleria jest najmniej mobilna – może poruszyć się o jedno pole na turę – ale ma największy zasięg ostrzału wynoszący sześć heksów. Jednostki opancerzone mogą poruszyć się o najwyżej trzy pola i nadal atakować, mają też zasięg ostrzału wynoszący trzy heksy. Piechota może przenieść się najwyżej o dwa heksy i atakować pozbawione osłony oddziały położone w odległości trzech heksów. Ruch posiadanych oddziałów może być spowolniony poprzez wkroczenie na trudno dostępne tereny zalesione i miasta (z wyjątkiem niektórych jednostek specjalnych), a także na przeszkody terenowe: zasieki i jeże.
Atak na jednostkę przeciwnika zostaje dokonany poprzez rzut kostkami. Liczba kostek, którymi można rzucić (w normalnej rozgrywce najwyżej trzy), zależy od rodzaju jednostki, odległości od wrogiego oddziału będącego celem ataku i terenu, na którym się znajduje ten oddział. Artyleria nie traci kostek w związku z atakowanym terenem, choć ich liczba możliwa do wyrzucenia maleje wraz z odległością. Wojska opancerzone mają taką samą liczbę kostek do wyrzucenia w stosunku do odległości, natomiast piechota – malejącą; oba typy jednostek tracą kostki poprzez atak na oddziały wroga położone w terenach takich jak pagórki, lasy, bocage czy wioski i miasteczka, a także w okopach i bunkrach. Wyrzucenie symbolu przedstawiającego wrogą jednostkę lub granat powoduje usunięcie figurki przeciwnego oddziału; w przypadku wyrzucenia flagi jednostka będąca celem ataku zostaje przesunięta o jedno pole w kierunku gracza nią kierującego (o ile to możliwe, w przeciwnym razie flaga liczy się jako trafienie); wyrzucenie gwiazdy zaś oznacza pudło. W przypadku, gdy wroga jednostka zostanie usunięta z pola przyległego do kierowanego oddziału gracza, możliwe jest zajęcie tego pola. Całkowite usunięcie oddziału wroga z planszy zostaje nagrodzone medalem zwycięstwa, który można zdobyć również poprzez zajęcie niektórych celów wyznaczonych w danym scenariuszu. Zdobycie określonej w scenariuszu liczby medali oznacza zwycięstwo.
Twórcy gry dołączyli do opakowania szesnaście scenariuszy prezentujących bitwy i operacje polowe na froncie zachodnim II wojny światowej w roku 1944. Oprócz nich jest dostępny dodatkowy, rozgrywany za pomocą dwóch egzemplarzy gry. Na stronie internetowej producenta zamieszczono liczne darmowe scenariusze obejmujące bitwy II wojny światowej.

## Tworzenie
Memoir '44 jest grą opartą na autorskim systemie Commands & Colors Richarda Borga, który został użyty wcześniej w jego innej grze Battle Cry o wojnie secesyjnej. Twórcy Memoir '44 twierdzili, że starali się połączyć w niej prostotę obsługi z prawdą historyczną. Gra została przygotowana na obchody 60. rocznicy lądowania w Normandii we współpracy z Historycznym Departamentem Francuskich Wojsk Lądowych. Ilustracje do gry wykonał Julien Delval, a figurki wyrzeźbił Claude Rica.

## Odbiór gry
Memoir '44 została w większości pozytywnie przyjęta przez recenzentów. Część z nich zwracała uwagę na prostotę rozgrywki. Zdaniem Tomasza Kutery i Konrada Hildebranda ze strony Polygamia zasady gry da się opanować w 5-10 minut. Podzielone były zdania co do wpływu prostoty zasad gry na rozgrywkę: recenzent pisma „CD-Action” stwierdził, że niski poziom trudności nie przeszkadza w rozgrywce, natomiast Michał Przeperski ze strony Histmag.org negatywnie ocenił grę jako zbyt łatwą w porównaniu do niemieckich Ardenów 1944. Greg Aleknevicus z magazynu „The Games Journal” pisał, że nie należy traktować Memoir '44 jako wiernej symulacji wojennej.
Z pozytywnymi ocenami spotkało się opakowanie gry. Peter Gade z portalu Wargamer.com chwalił grę za sposób „odgradzania” figurek i żetonów, dodający estetyki opakowaniu. Recenzenci zwracali też uwagę na w miarę wysoką jakość wykonania plastikowych figurek.
Różne opinie wzbudziła duża losowość gry: Greg Aleknevicus uznał ją za wadę, zwracając uwagę, że wobec niej gracze nie mają większego wpływu na rozgrywkę, natomiast Peter Gade docenił ją jako zwiększającą grywalność. Z kolei Artur Jedliński ze strony Games Fanatic twierdził, że gra zapewnia niską losowość przy rozbudowanych możliwościach taktycznych. Aleknevicus zwrócił także uwagę na fakt, że gracz atakujący może opóźniać atak poprzez stopniową wymianę kart na bardziej sprzyjające jego ruchom, co zdaniem recenzenta może zepsuć zabawę. Recenzenci polscy wśród wad wymieniali również niestaranne polskie wydanie i pozbawione równowagi stron scenariusze. Skrytykowano też informację na pudełku twierdzącą, że w grę może grać do ośmiu graczy. Krytycy udowadniali, iż udział więcej niż dwóch osób nie ma ściśle określonych zasad i jest wymysłem marketingowym.
Mimo wad generalnie krytycy polecali grę, doceniając jej przystępność dla każdego zainteresowanego. Zdaniem Michała Przeperskiego gra zapewnia wysoką grywalność. Kutera i Hildebrand docenili budowanie w niej klimatu działań wojennych. Artur Jedliński stwierdził, że gra jest godna polecenia. Greg Aleknevicus ocenił grę jako dobrą, ale niewyróżniającą się.

### Nagrody
Memoir '44 otrzymała w 2004 roku nagrodę portalu Board Game Ratings dla najlepszej gry dwuosobowej oraz nagrodę International Gamers Award dla najlepszej dwuosobowej gry strategicznej, a także wyróżnienie portalu Wargamer za doskonałość. W 2005 roku została uhonorowana norweską nagrodą Brettspillguiden dla gry roku oraz nagrodą magazynu „Games” dla historycznej symulacji roku.

## Dodatki
Do gry Memoir '44 powstało kilkanaście dodatków modyfikujących i dodających nowe zasady rozgrywki. Wybrane z nich są wymienione w tabeli poniżej.
| Nazwa dodatku                     | Rok wydania | Uwagi |
| --------------------------------- | ----------- | --- |
| Memoir '44: Terrain Pack          | 2005        | Zawiera pakiet dodatkowych heksów symbolizujących tereny (drogi, linie kolejowe, góry, fortyfikacje itp.) oraz zasady poruszania się i walki jednostek w tych terenach. Oprócz tego w pakiecie są dołączone odznaki symbolizujące dodatkowe typy jednostek (specjalna artyleria, wojska inżynieryjne, narodowe jednostki), gwiazdki służące do specjalnych zasad w scenariuszach i żetony oznaczające miny. Do dodatku dołączono cztery scenariusze. |
| Memoir '44: Eastern Front         | 2005        | Dodatek koncentruje się na działaniach na froncie wschodnim II wojny światowej. Gracz otrzymuje w pakiecie nowy zestaw jednostek Armii Czerwonej. Dodatek wprowadza nowe zasady, takie jak opóźnienie w wydawaniu rozkazów we wczesnej fazie wojny po stronie radzieckiej, żetony symbolizujące tereny związane z wojną zimową oraz kolejne odznaki jednostek (strzelec wyborowy, jednostki inżynieryjne). Zawiera osiem scenariuszy.                |
| Memoir '44: Pacific Theater       | 2006        | Dodatek osadzony w realiach wojny na Pacyfiku. W pakiecie są dołączone: zestaw jednostek armii japońskiej, heksy symoblizujące tereny specyficzne dla południowo-wschodniej Azji oraz nowe zasady dla jednostek, związane ze zmianą pór dnia i specyfiką japońskiej piechoty oraz marines. Dodatek zawiera osiem scenariuszy. |
| Memoir '44: Mediterranean Theater | 2008        | Dodatek jest skoncentrowany na bitwach w Afryce. Zawiera zestaw jednostek British Army, żetony symbolizujące tereny specyficzne dla walk pustynnych i osiem nowych scenariuszy. |

Wydane zostały również między innymi: dodatki zawierające scenariusze wymagające dwóch egzemplarzy gry, książki z pakietami scenariuszy do rozegrania, pakiet Winter Wars znacząco modyfikujący podstawowe zasady gry i zestaw Air Pack zawierający figurki samolotów z wytycznymi dotyczącymi ich użycia podczas rozgrywki.

## Wersja komputerowa
27 czerwca 2011 roku została opublikowana komputerowa wersja Memoir '44 pod nazwą Memoir '44 Online. Jest ona wiernym przeniesieniem zasad z planszowego oryginału, udostępnia też wiele scenariuszy z dodatków. Wersja testowa wymaga rejestracji konta na stronie Days of Wonder; gracz otrzymuje wówczas niewielki zasób wirtualnych monet przeznaczonych do rozgrywki, którymi płaci się za rozgrywanie scenariuszy. Możliwy jest zakup pakietu monet.